# NGC 3706
NGC 3706 este o galaxie lenticulară situată în constelația Centaurul. A fost descoperită în 1 mai 1834 de către John Herschel. Se află la o distanță de 33,73 de megaparseci de Pământ.